# Lichttechnische Spezialfabrik Dr. Ing. Schneider & Co
Dr.-Ing. Schneider & Co., Lichttechnische Spezialfabrik auch Lichttechnische Spezialfabrik Dr. Ing. Schneider & Co, war ein Unternehmen, das die DISCO– und Sunlampe, die schwenkbare Schreibtischlampe Fabrilux in verschiedenen rechtlich geschützten Ausführungen sowie die Horaxlampe herausbrachte. Das Warenzeichen DISCO steht als Abkürzung für Dr. Ing. Schneider & Co. Lichttechnische Spezialfabrik und seit 1954 für Dr. Ing. Schneider & Co. KG Lichttechnische Spezialfabrik. Weiterhin war das Unternehmen von 1956 bis 1979 Lizenzgeber an die Elektrogeräte und Kunstharzpresswerk W. Zumtobel KG.

## Geschichte
Das Unternehmen wurde 1911 in Frankfurt am Main, Rebstöcker Straße 55, von den Gebrüdern John J. Schneider († 1951), Carl August Schneider sowie Oberingenieur Rudolf Naujoks gegründet und bis Naujoks' Ausscheiden 1914 unter dem Namen Dr.-Ing. Schneider & Naujoks Elektrizitätsgesellschaft mbH geführt.
Um 1916 stellte das Unternehmen einen Fragebogen zur Planung von Beleuchtungsprojekten zur Verfügung.
Es entstanden eine Vertriebsniederlassung in Berlin, um 1920 ein Verkaufsbüro in Essen sowie eine Produktionsniederlassung in Usingen.
Produziert wurden u. a. Strahler mit Emaillereflektor und ab ca. 1937 Verdunkelungslampen (schwarzlackierte Opalglasglocke mit Lichtaustrittsöffnung nach unten).
Die Firma beschäftigte während des Zweiten Weltkrieges Zwangsarbeiter. Für das Jahr 1943 sind 25 Russinnen, 16 Ukrainerinnen und zwei deutsche Männer in der Frankfurter Lahnstraße 19 dokumentiert (43 Personen).
1951 übernahm der Schwiegersohn Fritz Kalberlah († 1979) die Leitung. Der Jahresumsatz von knapp 12 Mio. DM wurde zur Hälfte aus dem Geschäftsfeld Hospitaltechnik erwirtschaftet.
Nach Patentstreitigkeiten gewährte das Unternehmen dem Hersteller Zumtobel eine Lizenz, ab 1956 ihr Patent für eine durchsichtige Leuchtstoffröhrenfassung zu vermarkten.
1979 ging die Fabrik in Usingen in den Besitz der Firma Zumtobel über. Ende 2016 wurde das Werk in Usingen geschlossen.

## Deutsches Reichspatent (Auswahl)
- 1920 Grubenarmatur[10][11]
- 1921 Explosionssichere Armatur mit selbständiger Ausschaltung der Glühlampen beim Öffnen (DRPatent 351 393, KL 211 vom 10. April 1921 – Zusatz zu Patent 323 492)[12]
- 1937 Handmaschinenleuchte
- 1937 Versteller–Blende für Handleuchte
- 1937 Abblendevorrichtung für Leuchten[13]

Deutsches Reichsgebrauchsmuster
- vor 1938: Arbeitsplatzleuchte Fabrilux, Modell V 117[14]

## Auszeichnungen
Das Unternehmen wurde in den Jahren 1956 und 1957 sowie dreimal 1958 mit dem iF product design award ausgezeichnet.

## Veröffentlichungen (Auswahl)
- Zeitschrift „Licht und Laden“[16]
- 50 Jahre Lichttechnik: Hrsg. aus Anlass des fünfzigjährigen Bestehens der Lichttechnischen Spezialfabrik Dr.-Ing. Schneider & Co. Frankfurt am Main, im Jahre 1961[17]